# Reiserücktransportversicherung
Eine Reiserücktransportversicherung ist eine Versicherung, für die der Versicherer die Kosten des Rücktransports eines Reisenden und eventuell seiner mitreisenden Angehörigen übernimmt und oft diesen Rücktransport auch organisiert. Häufig ist diese Versicherung an eine Reisekrankenversicherung gebunden.

## Idee
Erkrankt jemand auf seiner Reise oder gibt es ein anderes plötzlich eintretendes Hemmnis der Reise (z. B. Unruhen oder Naturkatastrophen in einem Ziel-Land), so ist eine schnelle Rückreise oft im Interesse des Betroffenen. In diesem Fall allerdings kann sich gerade eine Rückreise als schwierig gestalten, da z. B. neue Tickets gekauft werden müssen und im Falle von Krankheit der Betroffene evtl. nur eingeschränkt reisefähig ist. Hat er beispielsweise einen Knochenbruch erlitten, so wird er sein Handgepäck selbst nicht am Flughafen tragen können, braucht also besondere Unterstützung. Um diese Probleme zu lindern, bietet eine Reiserücktransportversicherung eventuell an, Flugtickets einer höheren Beförderungsklasse (z. B. Business-Class statt Economy-Class) zu bezahlen und zu organisieren (wegen des besonderen Services für den nun hilfebedürftigen Betroffenen oder weil alle Plätze  der niedrigeren Klasse ausgebucht sind).
Es ist auch zu beachten, dass viele Fluggesellschaften (so z. B. Thai Airways) jemanden, der erst einmal als krank gilt, unabhängig von der Diagnose nicht befördern. Als Begründungen werden
- Schutz anderer Passagiere vor ansteckenden Krankheiten und
- Verhinderung des Notwendigwerdens von außerplanmäßigen Zwischenlandungen

angegeben.
Dies gilt selbst dann, wenn der Betroffene lediglich einen Knochenbruch hat. Thai Airways beispielsweise lässt sich in der Regel 72 Stunden ab Antragstellung Zeit zu entscheiden, ob ein Passagier nicht trotzdem befördert wird. Diese Regelung gilt unabhängig davon, ob der Passagier bereits über ein bestätigtes Flugticket verfügt oder nicht. Im Zweifel darf der betroffene Kunde trotz bezahltem Ticket nicht fliegen. Auch solche Fälle können von einer Reiserücktransportversicherung behandelt werden, indem der Versicherer auf seine Kosten einen anderen Flug bei einer anderen Fluggesellschaft organisiert, bei der der fit-to-fly-Test schneller abläuft. Dies ist insbesondere dann sinnvoll, wenn die medizinische Versorgung im Reiseland nicht ausreichend für den entsprechenden Vorfall ist (z. B. wenn eine Operation notwendig ist), wohl aber im Heimatland, der Flug also auch medizinisch indiziert ist.